# 小苞姜花
小苞姜花（学名：Hedychium parvibracteatum）为姜科姜花属下的一个种。
植株高50厘米，叶片长圆形，花金黄色。生长于山坡林下阴处，分布于中国西藏等地。

## 扩展阅读
- 維基物種上的相關：小苞姜花